# Pronto a correre (singolo)
Pronto a correre è un singolo del cantautore italiano Marco Mengoni, pubblicato il 19 aprile 2013 come quinto estratto dal secondo album in studio omonimo.
Il brano è stato presentato in anteprima il 14 aprile 2013 al programma televisivo Quelli che..., venendo estratto come secondo singolo radiofonico dell'album.

## Antefatti
La canzone era stata originariamente composta in lingua inglese, con il titolo di Put the Light On, dal cantautore britannico Mark Owen, insieme a Benjamin Mark Weaver, Jamie Norton e David James Harvey Gibson. Mengoni ha ricevuto la versione originale del brano e ha composto il testo in lingua italiana insieme a Ermal Meta, ex-frontman dei La Fame di Camilla. La versione inglese di Pronto a correre è stata successivamente pubblicata nell'edizione speciale di Pronto a correre sull'iTunes Store.
In un'intervista pubblicata da TV Sorrisi e Canzoni, Mengoni ha dichiarato che, mentre lavorava alla traccia con il produttore Michele Canova Iorfida, non ha mai incontrato il compositore originario della canzone, Mark Owen, ma di aver parlato con lui attraverso Internet.

## Video musicale
Il videoclip, diretto da Gaetano Morbioli, è stato trasmesso in anteprima da Sky Uno il 26 aprile 2013. Filmato allo Stadio Marcantonio Bentegodi di Verona, il video mostra Mengoni impegnato in una corsa a staffetta insieme a persone di età differente, come un bambino di sette anni, una donna incinta e un'anziana di 82 anni.

Secondo quanto affermato da Mengoni, il video vuole rappresentare il ciclo della vita:

## Successo commerciale
A fine aprile 2013, il singolo ha debuttato alla 61ª posizione della Top Singoli, salendo alla 26ª e alla 11ª posizione nelle due settimane successive.
Nella 20ª settimana del 2013, Pronto a correre ha raggiunto la nona posizione, per poi scendere di sei posizioni nella settimana seguente. Durante la quarta settimana, Pronto a correre è salito alla decima posizione, venendo certificato disco d'oro dalla FIMI per le oltre 15 000 copie vendute, mentre nella settimana seguente ha raggiunto la settima posizione (la massima ottenuta dal singolo), venendo certificato disco di platino.

## Classifiche

### Classifiche settimanali
| Classifica (2013) | Posizione massima |
| ----------------- | ----------------- |
| Italia            | 7                 |

### Classifiche di fine anno
| Classifica (2013) | Posizione |
| ----------------- | --------- |
| Italia            | 36        |